# FC Linz
FC Linz, mer känd som SK VÖEST Linz (från 1978 SK VOEST Linz), var en fotbollsklubb i Linz. Klubbens största framgång var den österrikiska mästartiteln 1974. 
Klubben bildades 1946 som SV Eisen und Stahl 1946 Linz och var då ett arbetarlag på Voestalpine. 1949 tog man namnet SK VÖEST Linz. 1969 tog sig klubben upp i högstaligan Nationalliga. 1974 blev man österrikiska mästare och 1975 följde en andraplats. 1988 åkte man ur förstaligan och när Voestalpine slutade sponsra laget följde en ekonomisk och sportslig nedgång. 1993 tog man namnet FC Linz innan man 1997 försvann som förening och gick upp i LASK Linz.